# Mägestiku
Mägestiku – wieś położona w estońskiej gminie Otepää.
Według spisu ludności z 2021 roku wieś Mägestiku miała 30 mieszkańców.